# Straja
Straja is een Roemeense gemeente in het district Suceava.

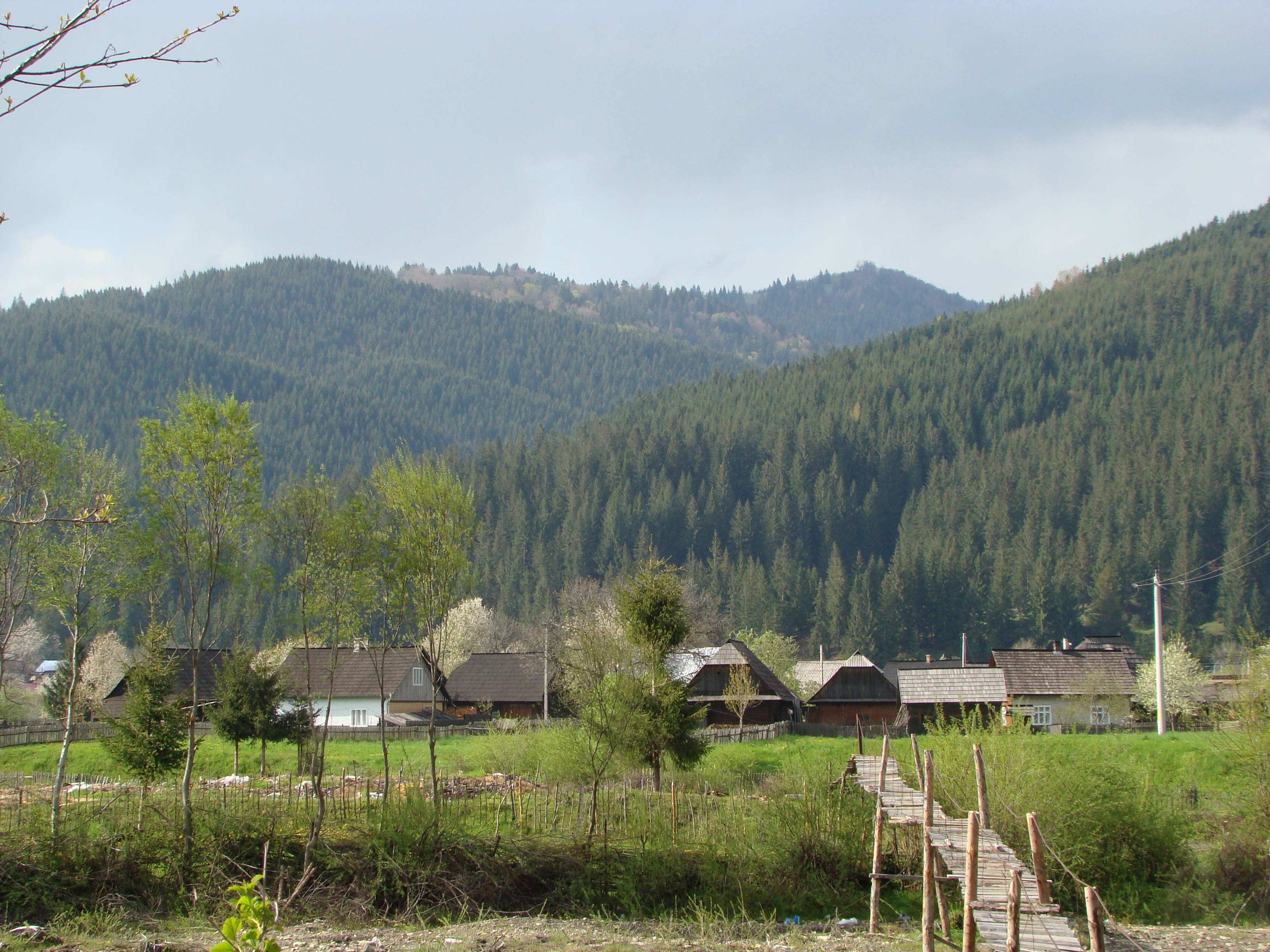
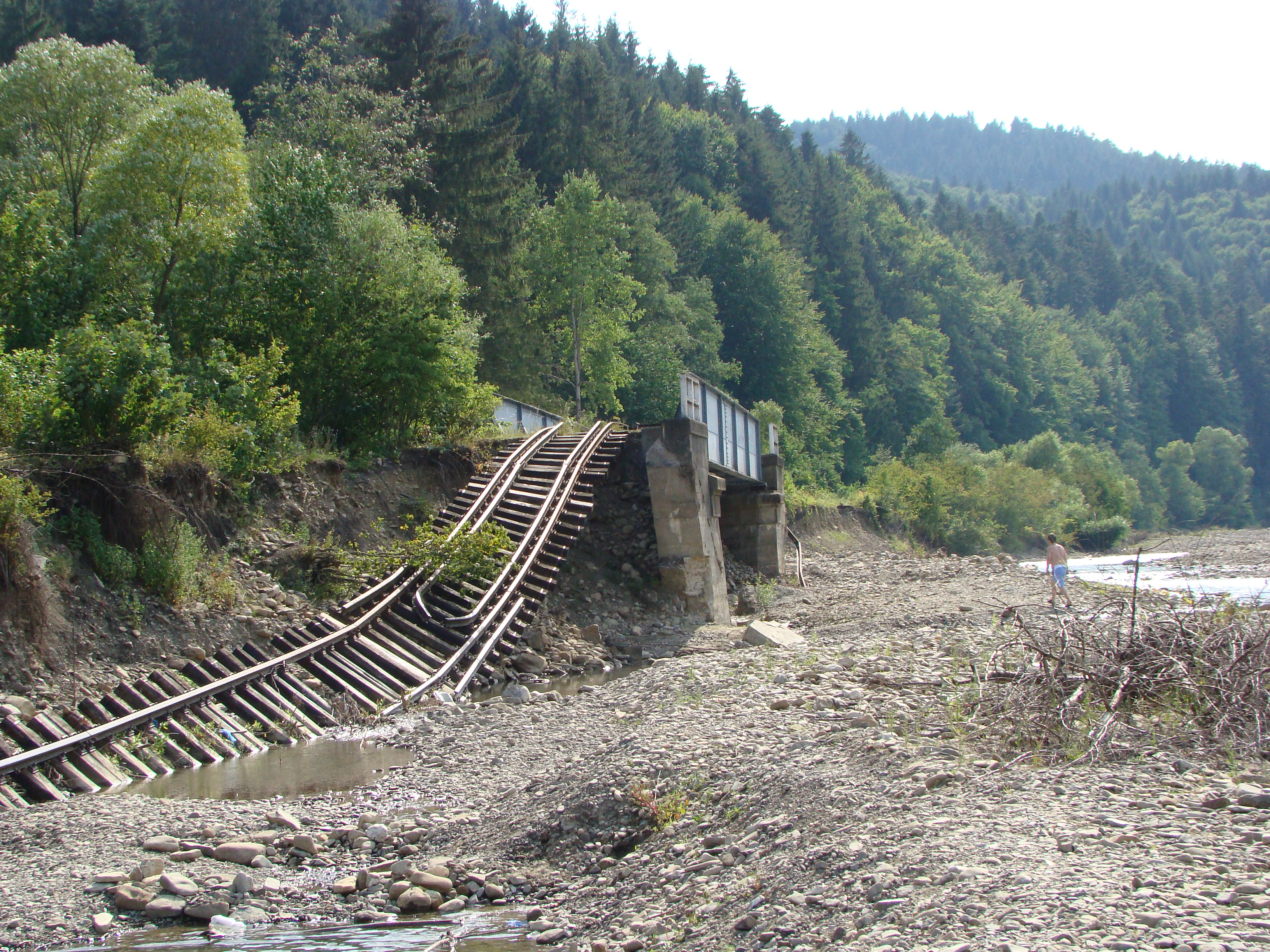

Straja telt 5690 inwoners.

## Geboren in Straja
- Dimitrie Popescu (1961-2023), roeier